# Yuberjen Martínez
Yuberjen Martínez (ur. 1 listopada 1991) – kolumbijski bokser kategorii papierowej. Jest srebrnym medalistą letnich igrzysk olimpijskich w Rio de Janeiro.